# Głuchów Dolny
Głuchów Dolny – wieś w Polsce położona w województwie dolnośląskim, w powiecie trzebnickim, w gminie Zawonia.

## Podział administracyjny
W latach 1975–1998 miejscowość administracyjnie należała do województwa wrocławskiego.

## Zabytki
Do wojewódzkiego rejestru zabytków wpisany jest:
- pałac, nr 11, z drugiej połowy XVIII w., przebudowany w 1880 r.